# Butabarbital
Butabarbitalul este un derivat barbituric, fiind utilizat ca sedativ-hipnotic. Calea de administrare disponibilă este cea orală.

## Utilizări medicale
Butabarbitalul este utilizat ca medicament sedativ și hipnotic, pentru inducerea somnului în insomnii.

## Farmacologie
Ca toate barbituricele, butabarbitalul acționează ca modulator alosteric pozitiv al receptorului de tip A pentru acidul gama-aminobutiric (R GABAA), reducând excitabilitatea neuronilor.